# Де Сувре, Мадлен
Мадлен де Сувре, маркиза де Сабле (фр. Madeleine de Souvré, marquise de Sablé; 1599 — 16 января 1678), — французская писательница-моралистка, дочь Жиля де Сувре, маркиза де Куртанво, воспитателя Людовика XIII и маршала Франции.

## Биография
Получила хорошее придворное образование, с 1630-х годов участвовала в литературной жизни. В 1614 году вышла замуж за Филиппа Эммануэля де Лаваля, маркиза де Сабле (Maison de Laval-Bois-Dauphin, который умер в 1640 году, оставив её в стеснённых материальных условиях. Со своей подругой графиней де Сен-Мор она сняла номера на Королевской площади в Париже и устроила там литературный салон. Именно здесь возник литературный жанр, наиболее известным примером которого являются «Максимы» (фр. Réflexions ou sentences et maximes morales; 1665) Франсуа де Ларошфуко, — сборник афоризмов, составляющих цельный кодекс житейской философии.
«Максимы» маркизы де Сабле на самом деле были написаны ранее «Максим» Ларошфуко, но не были опубликованы до её смерти. В 1655 году она вместе с графиней де Сент-Мор ушла в аббатство Пор-Рояль около Марли (бывшее женским монастырём для янсенисток), перейдя в 1661 году, когда оно было закрыто, в Отёй (фр. Quartier d'Auteuil). В 1669 году поселилась в монастыре Пор-Рояль (фр. Abbaye de Port-Royal de Paris) в Париже, где скончалась через девять лет.